# Marin Šipić
Marin Šipić (født 29. april 1996 i Bad Soden, Tyskland) er en kroatisk håndboldspiller som spiller for RK Zagreb og Kroatiens herrehåndboldlandshold.
Han deltog under EM i håndbold 2020 i Sverige/Østrig/Norge, hvor Kroatien vandt sølvmedaljer.